# Esferobertrandita
L'esferobertrandita és un mineral de la classe dels silicats. Va ser descrita per primera vegada l'any 1957, però no va ser acceptada com a espècie mineral vàlida per l'Associació Mineralògica Internacional fins a l'any 2003. Rep el seu nom en referència a la seva morfologia esferulítica] i al fet que la seva composició química és molt similar a la de la bertrandita.

## Característiques
L'esferobertrandita és un nesosilicat de fórmula química Be₃(SiO₄)(OH)₂. Cristal·litza en el sistema monoclínic. El seu color varia d'incolor a blanc, groc, marronós, verdós o beix. La seva duresa a l'escala de Mohs és 5.
Segons la classificació de Nickel-Strunz, l'esferobertrandita pertany a «9.AE - Nesosilicats amb anions addicionals (O,OH,F,H₂O); cations en coordinació tetraèdrica [4]» juntament amb els següents minerals: beril·lita, euclasa, sverigeïta, hodgkinsonita, gerstmannita, clinohedrita, stringhamita, katoptrita i yeatmanita.

## Formació i jaciments
L'esferobertrandita ha estat trobada a l'illa Qeqertaussaq, Kujalleq, Grenlàndia; Tuffen i la pedrera Skallist a Larvik, Vestfold i a Mørje, Telemark, Noruega; a la península de Kola, Rússia i a la mina Xianghualing, Hunan, a la Xina.